# Institut polytechnique de Kiev

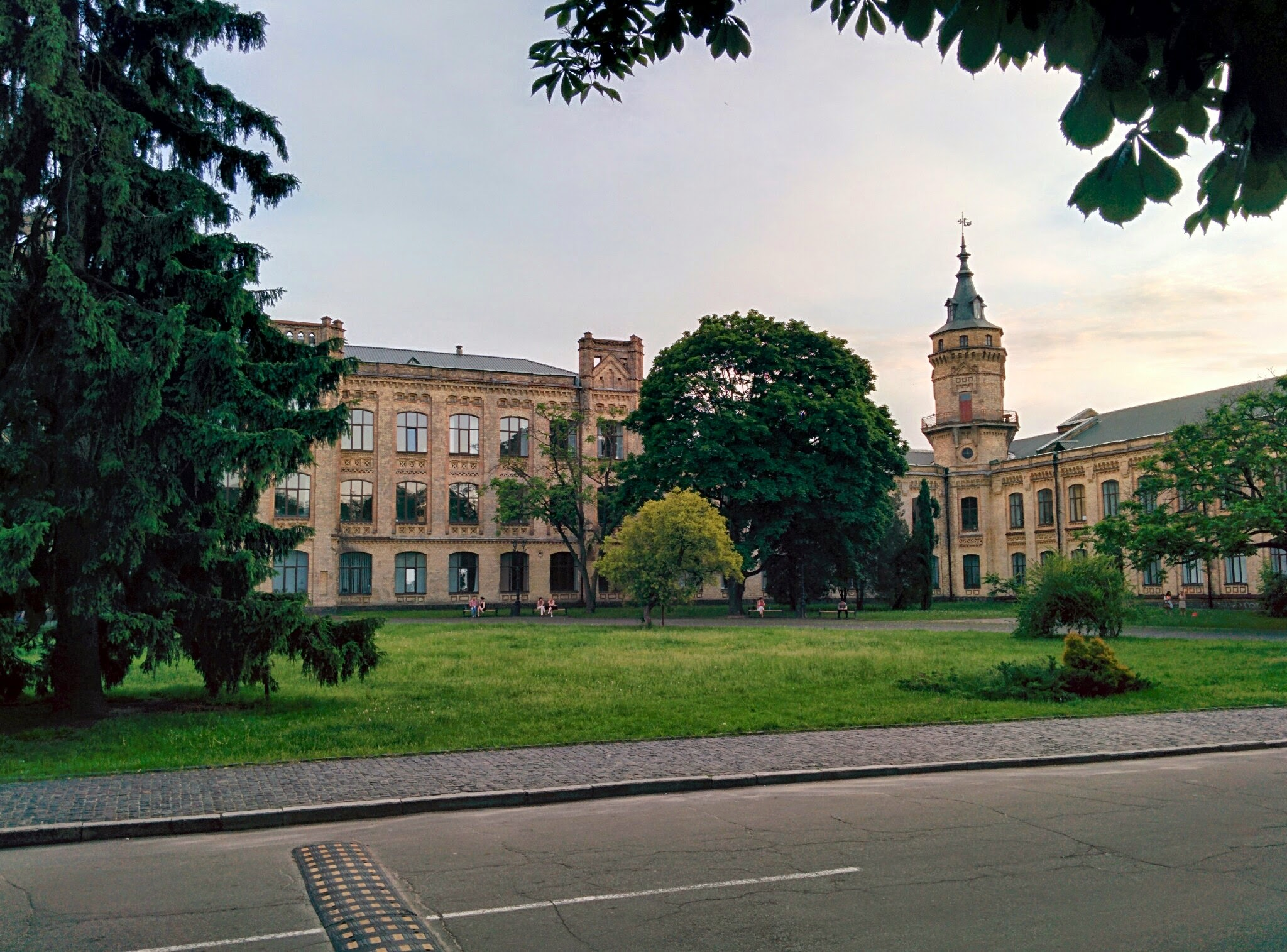
Les grands escaliers de l’Institut polytechnique.

L'université nationale technique d'Ukraine  Institut polytechnique Igor-Sikorski de Kiev  (ukrainien : Національний технічний університет України “Київський політехнічний інститут імені Ігоря Сікорського”) est une des universités les plus grandes et plus réputées d’Europe de l’Est. Elle se situe au no 37 avenue de la Victoire.

## Histoire
L’université a été fondée en 1898, avec quatre départements : génie mécanique, génie chimique, agronomie et génie civil. Sa première promotion comptait 360 étudiants, et son premier directeur fut Victor Kyrpychov. Plusieurs savants russes de renom se sont impliqués dans sa création : Dmitri Mendeleïev, Nikolaï Joukovski et Kliment Timiriazev. Stephen Timoshenko y enseigna de 1907 à 1911. Son bâtiment principal est au classée sous le  numéro : 80-389-9004.
En 1930, l’Université nationale de Kiev de construction et d'architecture (KNUCA), née de la fusion du département de constructions civiles et industrielles et de l'École des beaux-arts, fut détachée de l'Institut pour devenir une faculté autonome.
Le 9 octobre 1948, l'établissement reçoit l'ordre de Lénine pour célébrer les cinquante ans de sa fondation.
Au cours de la longue période d'existence, le nom de l'institut a changé plusieurs fois:
- 1898-1918 - "Institut polytechnique de Kiev de l'empereur Alexandre II"
- 1918-1934 - "Institut polytechnique de Kiev"
- 1934-1948 - "Institut industriel de Kiev"
- 1948-1968 - "Institut polytechnique de Kiev de l'ordre de Lénine"
- 1968-1992 - "Institut polytechnique de Kiev de l'ordre de Lénine - 50e anniversaire de la grande révolution socialiste d'octobre"
- 1992-1995 - "Institut polytechnique de Kiev"
- 1995-2016 - "Université technique nationale d'Ukraine "Institut polytechnique de Kiev". (Décret du Président de l'Ukraine sous le n ° 289/95 du 8 avril 1995 "Sur l'Institut polytechnique de Kiev")
- 2016 - présent - "Université technique nationale d'Ukraine «Institut polytechnique de Kiev nommé d'après Igor Sikorsky» (Arrêté du ministère de l'Éducation et des Sciences de l'Ukraine du 17.08.2016 № 992 «Sur la nomination de l'Université technique nationale d'Ukraine« Institut polytechnique de Kiev»)."

## Domaines d'étude
L'université propose un large choix de cursus. La liste des domaines :
- Mathématiques appliquées
- Informatique
- Physique et mathématiques
- Électronique
- Technologies de soudage
- Génie physique
- Génie des procédés
- Génie chimique
- Construction d'appareils de précision
- Génie médical
- Radioélectricité
- Énergie
- Génie aéronautique et aérospatiale
- Biotechnologie
- Langues
- Management et marketing
- Droit
- Sociologie
- Sports

L'Institut polytechnique de Kiev regroupe également 34 centres de recherche appliquée et fondamentale et 1 bureau d'études.

## Personnalités liées à l'Institut
- Claudia Dathe (1971-), traductrice de l'ukrainien et du russe vers l'allemand